# Chomelia glabriuscula
Chomelia glabriuscula är en måreväxtart som beskrevs av Julian Alfred Steyermark. Chomelia glabriuscula ingår i släktet Chomelia och familjen måreväxter. Inga underarter finns listade i Catalogue of Life.